# Melchior Wezel
Melchior Wezel (16 novembre 1903 – Locarno, 7 dicembre 1989) è stato un ginnasta svizzero.

## Palmarès

### Olimpiadi
- 1 medaglia:
  - 1 oro (Amsterdam 1928 nel concorso a squadre)